# Konak du prince Jovan Simić Bobovac à Valjevo
Le konak du prince Jovan Simić Bobovac à Valjevo (en serbe cyrillique : Конак кнеза Јована Симића-Бобовца у Ваљеву ; en serbe latin : Konak kneza Jovana Simića-Bobovca u Valjevu) est une résidence de type « konak » à Valjevo, dans le district de Kolubara en Serbie. Il est inscrit sur la liste des monuments culturels protégés de la république de Serbie (identifiant no SK 887).

## Présentation
Le konak du prince Jovan Simić Bobovac est situé 55 rue Birčaninova, dans le quartier de Tešnjar, l'un des rares quartiers à avoir conservé son aspect oriental en Serbie. Il a été construit au début du XIXe siècle[réf. nécessaire].
Par ses caractéristiques architecturales, le bâtiment peut être comparé aux maisons de Bosnie-Herzégovine[réf. nécessaire]. Construit sur la rive de la rivière Kolubara, en retrait de la rue, il se compose d'un sous-sol en pierres partiellement enterré et d'un rez-de-chaussée. Il est recouvert d'un toit à quatre pans[réf. nécessaire].
Lors de sa dernière restauration, il a subi des changements importants qui lui ont fait perdre son apparence d'origine[réf. nécessaire].